# 新津市警察
新津市警察（にいつしけいさつ）は、かつて存在した新潟県新津市（現：新潟市秋葉区）の自治体警察。

## 概要
旧警察法施行で、従来の新潟県警察部が解体され、1948年（昭和23年） 自治体警察として新津町警察署が設置された。1951年（昭和26年）1月1日市制施行に伴い新津市警察署に改称。
その後、1954年（昭和29年）に旧警察法が全面改正される形で新警察法が公布された。これにより国家地方警察と自治体警察が廃止され、新たに都道府県警察として新潟県警察本部が発足。新津市警察も新潟県警察に統合され、姿を消した。